# Elisabeth List
Elisabeth List (* 4. Januar 1946 in Sankt Veit an der Glan; † 21. August 2019 in Graz) war eine österreichische Philosophin und gilt als eine „Klassikerin des modernen Feminismus“. Wissenschaftliche Reputation erlangte sie in den Arbeits- und Forschungsschwerpunkten Wissenschaftstheorie, Theorie der Sozial- und Kulturwissenschaften, Gesellschaftstheorie, Feministische Theorie, Theorien des Lebendigen, Biotechnologie und Philosophische Anthropologie, insbesondere Theorien der Leiblichkeit und Grenzerfahrungen der Leiblichkeit (Krankheit, Behinderung). Für ihr Wirken wurde sie mit dem Gabriele-Possanner-Staatspreis und dem Wilhelm-Hartel-Preis ausgezeichnet, für ihr Lebenswerk wurde ihr der Grazer Frauenpreis verliehen.

## Werdegang
Elisabeth List studierte Philosophie, Geschichte und Soziologie in Graz, Konstanz und Berlin. 1971 promovierte sie an der Karl-Franzens-Universität in Graz. Ab 1981 lehrte und forschte List am Institut für Philosophie der Universität Graz als Dozentin. Mitte der 1980er-Jahre bildete sich um sie die „Grazer Projektgruppe interdisziplinäre Frauenforschung“, die die dortige Frauen- und Geschlechterforschung begründete, wofür sie mehrfach ausgezeichnet wurde. Ab 1996 war sie die erste habilitierte feministische Wissenschaftlerin an der Universität Graz. 1995 leitete sie dort die Arbeitsgruppe „Theorie, Kultur und Technik“, ab 1998 die Abteilung für Kulturwissenschaften. Von 1995 bis 2008 gehörte sie dem Beirat der Koordinationsstelle für Frauen- und Geschlechterforschung an, von 2000 bis 2008 saß sie im Leitungsgremium des Interdisziplinären Forschungszentrum für Arbeit, Technik und Kultur. Als Gastprofessorin lehrte sie an den Universitäten in Bergen (Norwegen), Klagenfurt und Innsbruck. 2003–2007 war sie Mitglied des Vorstands der Allgemeinen Gesellschaft für Philosophie in Deutschland (heute DGPhil).

## Auszeichnungen und Ehrungen
Der Gabriele-Possanner-Staatspreis wurde Elisabeth List 2003 verliehen. 2011 wurde List für ihr Lebenswerk mit dem Grazer Frauenpreis ausgezeichnet, 2013 erhielt sie den Wilhelm-Hartel-Preis der Österreichischen Akademie der Wissenschaften.
Mit dem Elisabeth-List-Fellowship-Programm Geschlechterforschung ehrt die Universität Graz das Andenken an die vielfach ausgezeichnete Professorin für Philosophie und engagierte Feministin. Ziel des Programmes sind die Förderung der Geschlechterforschung der Grazer Universität sowie die Förderung der Vernetzung von Wissenschaftlerinnen auf diesem Gebiet. Hierfür werden von 2020 bis 2023 jährlich 400.000 Euro für zwölf Forschungsprojekte bereitgestellt und auf diese Weise Gastaufenthalte von internationalen Fellows, Symposien und Publikationen sowie Praedoc-Stellen finanziert.

## Publikationen (Auswahl)
Monografien
- Ethik des Lebendigen. Velbrück Wissenschaft, Weilerswist 2009, ISBN 978-3-938808-70-2.
- Vom Darstellen zum Herstellen. Eine Kulturgeschichte der Naturwissenschaften. Velbrück Wissenschaft, Weilerswist 2007, ISBN 978-3-938808-24-5.
- Grenzen der Verfügbarkeit. Die Technik, das Subjekt und das Lebendige. Passagen Verlag, Wien 2001, ISBN 978-3-85165-467-7.
- Die Präsenz des Anderen. Theorie und Geschlechterpolitik. Suhrkamp Verlag, Frankfurt am Main 1993, ISBN 978-3-518-11728-6.
- Alltagsrationalität und soziologischer Diskurs: erkenntnis- und wissenschaftstheoretische Implikationen der Ethnomethodologie. Campus Verlag, Frankfurt am Main 1983, ISBN 978-3-593-33190-4.

Herausgeberschaften
- Elisabeth List, Herlinde Studer (Hrsg.): Denkverhältnisse: Feminismus und Kritik. Suhrkamp Verlag, Frankfurt am Main 1989, ISBN 978-3-518-11407-0.
- Elisabeth List, Erwin Fiala (Hrsg.): Leib Maschine Bild: Körperdiskurse der Moderne und Postmoderne. Passagen Verlag, Wien 1997, ISBN 978-3-85165-269-7.
- Elisabeth List, Erwin Fiala (Hrsg.): Grundlagen der Kulturwissenschaften: interdisziplinäre Kulturstudien. Francke Verlag, Tübingen, Basel 2003, ISBN 978-3-7720-3339-1.
- Elisabeth List (Hrsg.): Alfred Schütz: Relevanz und Handeln. Zur Phänomenologie des Alltagswissens. Alfred-Schütz-Werkausgabe, Band VI.1, UVK Verlagsgesellschaft, Konstanz 2004, ISBN 978-3-89669-743-1.
- Elisabeth List, Harald Stelzer (Hrsg.): Grenzen der Autonomie. Velbrück Wissenschaft, Weilerswist 2010, ISBN 978-3-938808-83-2.

Aufsätze
- Die Ethik und das Lebendige. Die Frage nach der Normativität des Leibes aus der Sicht einer Theorie des Lebendigen. In: Anne Reichold u. Pascal Delholm (Hrsg.): Normativität des Körpers. Alber Verlag, München 2011, S. 56–72.
- Neurobiologie und Phänomenologie. Ein Versuch ihrer Synthese am Beispiel der Analyse des Selbst. In: Günter Altner, Markus Dederich u. a. (Hrsg.): Grenzen des Erklärens. Plädoyer für verschiedene Zugangsweisen zum Erkennen. 2011.
- Die Grenzen der Modernisierung und die Persistenz des Patriarchats. In: Gerlinde Malli u. Susanne Sackl-Sharif (Hrsg.): Festschrift für Angelika Wetterer. Westfälisches Dampfboot, Münster 2013.
- Wissenschaft. In: Ralph Konersmann (Hrsg.): Handbuch Kulturphilosophie. Metzler Verlag, Weinheim 2012.
- Behinderung als Kontingenzerfahrung. In: Gebhard Fürst, Dietmar Mieth (Hrsg.): Entgrenzung des Menschseins? Schöningh,  Paderborn, München, Wien 2012.
- Autonomie. In: R. Gröschner, Antje Kapust, Oliver Lembke (Hrsg.): Wörterbuch der Würde. 2012.
- Kontingenzen der Lebenswelt. In: Jochim Renn, Gerd Sebald, Ian Weyand (Hrsg.): Lebenswelt und Lebensformen. Velbrück Wissenschaft, Weilerswist 2012, S. 317–331.
- Einbruch ins Selbstverständliche. Katastrophen als Kontingenzerfahrung. In: Angelika Berlejung (Hrsg.): Desaster Katand Relief Management - Katastrophen und ihre Bewältigung. Mohr Siebeck, Tübingen 2012, S. 67–84.
- Was heißt Leben? Biopolitik, Biotechnologie und die Frage nach dem Lebendigen. In: Simone Wörer u. a. (Hrsg.): Verantwortung - Anteilnahme - Dissidenz. Patriarchatskritik als Verteidigung des Lebendigen. 2013.
- Von der Wissenschaftskritik zur Transformation des Wissens. In: Barbara Redtdorff, Birgit Riegraf, Claudia Maas (Hrsg.): 40 Jahre feministische Debatten. Beltz Verlag, Weinheim 2013.